# Radinghem-en-Weppes
Radinghem-en-Weppes is een gemeente in het Franse Noorderdepartement (Frans: département du Nord) (regio Hauts-de-France). De plaats maakt deel uit van het arrondissement Rijsel. Het vertoont nog een landelijk karakter, met landbouw, maar ook meer en meer residentiële bewoning die georiënteerd is op Rijsel. De gemeente telde 1.404 inwoners op 1 januari 2022.

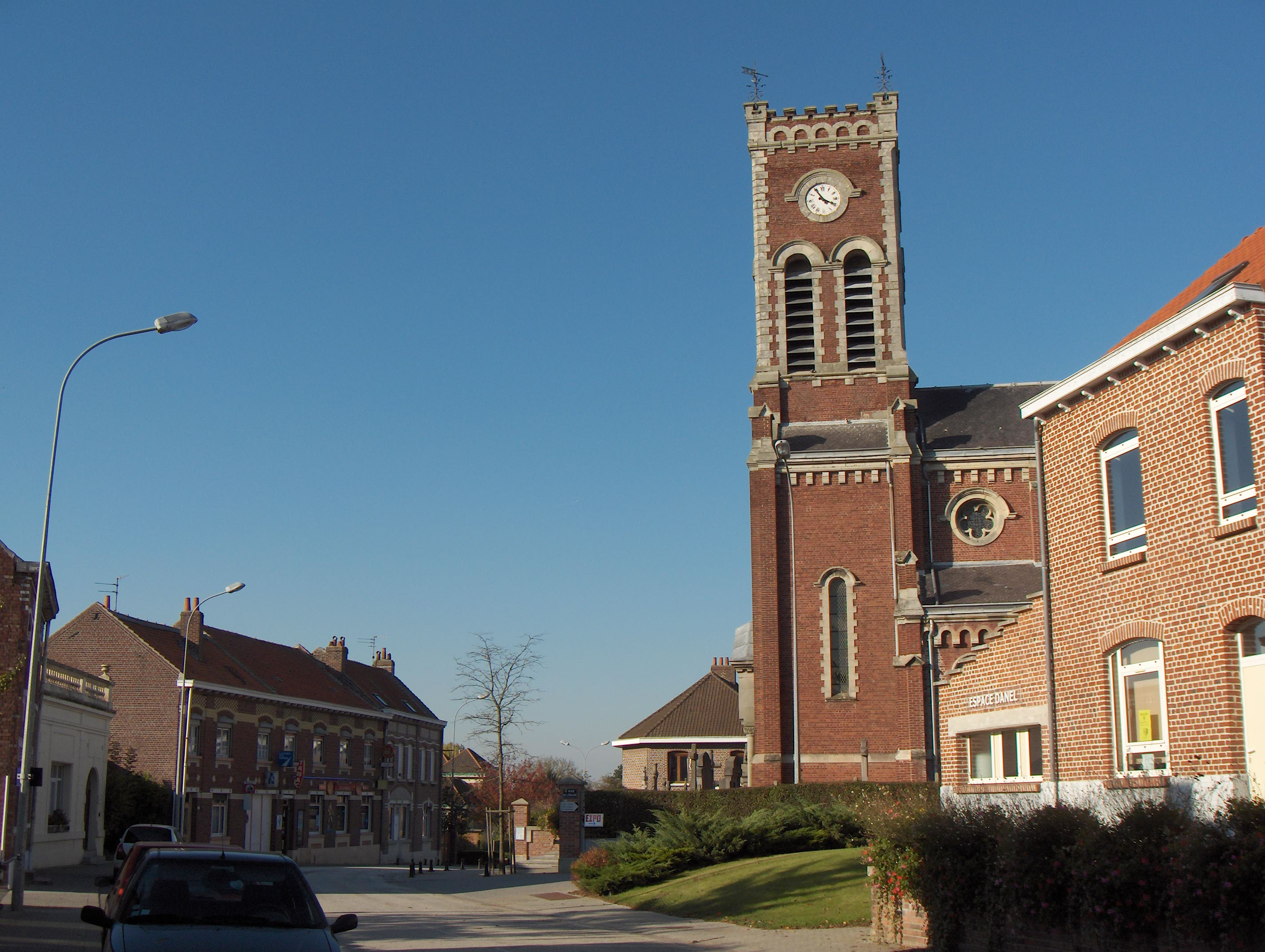
Dorpscentrum met Eglise Saint-Vaast

## Naam
Het eerste deel, Radinghem, is een Germaanse plaatsnaam die typisch is voor de merovingische periode en die verwant is met de plaatsnamen op -ingem en -egem in het zuidwesten van het huidige Nederlandse taalgebied. Uit de merovingische periode is uit schriftelijke bronnen over het dorp overigens niets bekend. De naam vertoont een Germaans-Nederlandse klankevolutie en wijst op een oud (maar sinds lang verdwenen) taalgemengd karakter van de streek, die ook veel plaatsnamen van Romaanse oorsprong kent. De toevoeging en Weppes verwijst naar de Weppes, naast de Carembault, de Ferrain, de Mélantois en de Pévèle een van de vijf kwartieren waarin de Rijselse kasselrij onderverdeeld was. De Barœul was geen kwartier of streek, maar de naam van een domeingoed.

## Geografie
De oppervlakte van Radinghem-en-Weppes bedroeg op 1 januari 2022 6,82 vierkante kilometer; de bevolkingsdichtheid was toen 205,9 inwoners per km².

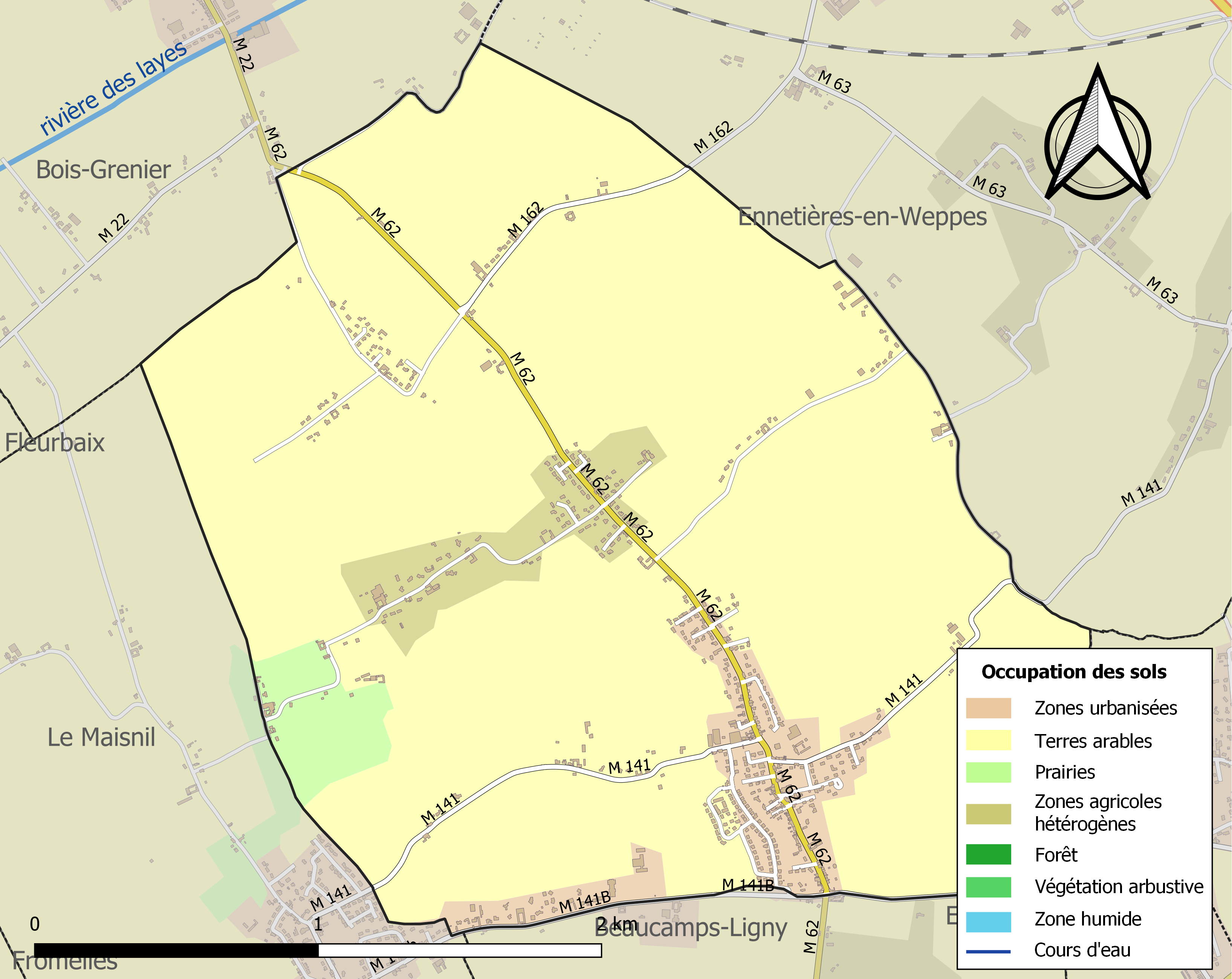
Kaart van de gemeente met belangrijkste infrastructuur, bodemgebruik en omliggende gemeenten

## Geschiedenis

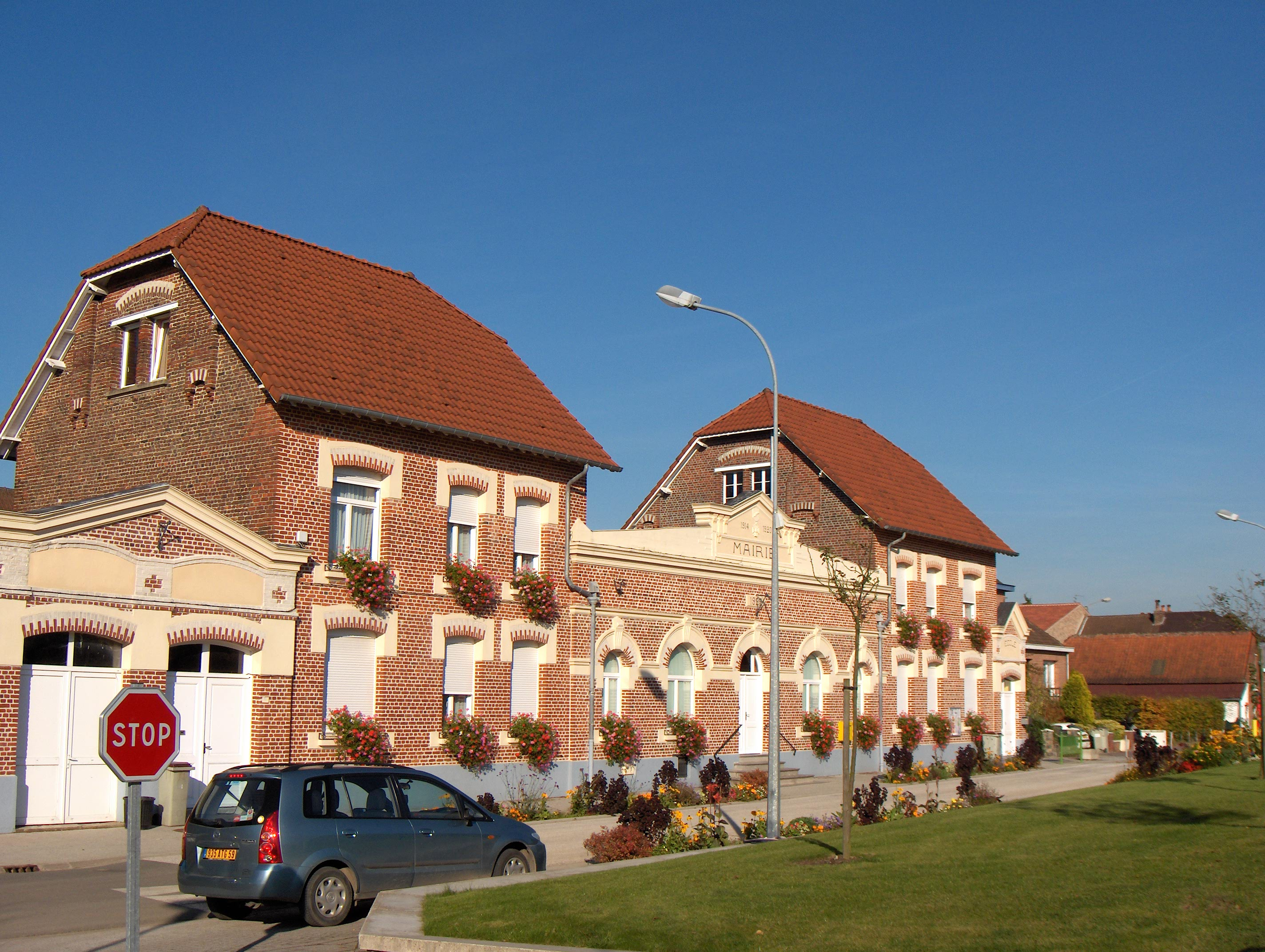
Gemeentehuis uit 1920

De oudste vermelding van het dorp stamt uit 1168. In de middeleeuwen is het bekend als landbouwdomein, met o.a. een hof van de Tempeliers waarvan de omwalling in de rue de Jérusalem nog bewaard is.
Tijdens de Eerste Wereldoorlog lag het dorp in de frontzone, meer bepaald als onderdeel van Duitse linies. Onder geallieerd vuur raakte het nagenoeg volledig verwoest. Het is herbouwd rond 1920, met veel huizen in historiserende deco-stijl met typische overhangende daken (bijvoorbeeld het gemeentehuis met daaraan verbonden de lagere school). De Sint-Vedastuskerk is in tegenstelling tot andere dorpskerken in de streek herbouwd naar de oorspronkelijke plannen in neostijl, op het einde van de 19e eeuw opgesteld door architect Lestienne nadat het middeleeuwse gebouw op 12 maart 1876 door een wervelwind was verwoest.

## Gemeentewapen
In goud een keper van sabel, de punt beladen met een schildje van Vlaanderen, dat is in goud een leeuw van sabel, en vergezeld van drie sterren met zes stralen van sabel, 2 in het hoofd en 1 in de voet. Dit is het wapen van de familie de Flandre die de heerlijkheid Radinghem verwierf in 1720 en ze behield tot aan de Franse Revolutie. De gemeente werd het Frans Oorlogskruis 1914-1918 verleend.

## Demografie
Onderstaande figuur toont het verloop van het inwonertal (bron: INSEE-tellingen).